# はぁと日和
はぁと日和（ - びより）は、福岡市のRKB毎日放送で毎週土曜日の17:30～18:00に放送されていたドキュメンタリー番組である。JNN九州6局のブロックネット番組で、正式タイトルは「フランソアスペシャル はぁと日和」。福岡県に本社を置くパンメーカー、フランソアの一社提供番組。

## 概要
2005年4月2日に番組がスタート。毎回、九州地方各県から様々な夫婦を紹介。番組は、夫婦の「家族」「思いやり」「絆」「愛」をキーワードに、笑いあり、涙ありの内容だった。コンセプトとしては、テレビ朝日系列で放送されている「人生の楽園」に非常に似ている。
RKBでの2006年3月25日放送分をもって最終回となり、「フランソアスペシャル」としてはRKBは土曜9:25～9:55に放送時間を移し、「黄金ディッシュ」に引き継がれた。

## ナビゲーター
- ちはる
- あべやすみ

## テーマ曲
- ハンバート ハンバート - 「おなじ話」

## ネット局
- RKB毎日放送（『はぁと日和』制作局） 土曜17:30～18:00
- 長崎放送 日曜10:30～11:00（1日遅れ）
- 熊本放送 日曜11:00～11:30（1日遅れ）
- 大分放送 金曜10:30～11:00（6日遅れ）
- 宮崎放送 金曜14:55～15:25（6日遅れ）
- 南日本放送 土曜17:00～17:30（先行ネット）